# Marcel Etienne
Marcel Etienne is een voormalig Belgisch judoka. Hij is tweevoudig Europees kampioen en viervoudig Belgisch kampioen. Na zijn laatste Belgische titel (1964) trok hij zich terug uit het judo.

## Biografie
Met uitzondering van zijn wedstrijduitslagen zijn zeer weinig details algemeen bekend over de achtergrond van Etienne. Wel is geweten dat hij met judo begon op 12-jarige leeftijd, en dat hij studeerde aan het Institut Solvay, de huidige Solvay Brussels School of Economics and Management van de Franstalige Brusselse Universiteit.
Reeds als junior werd hij Europees kampioen in 1960 (open klasse). Hij herhaalde dit succes 2 jaar later bij de seniors in de klasse 1ste dan. Etienne werd daarnaast viermaal Belgisch kampioen, eenmaal in de klasse 1ste dan (1963) en driemaal in de open klasse (1962, 1963, 1964).
Samen met Daniel Outelet en Théo Guldemont maakt Etienne deel uit van het trio van de meest succesvolle Belgische judoka's van de jaren 1960. Met Outelet (viervoudig Europees kampioen) en Robert Van De Walle (drievoudig Europees kampioen) is hij tot op heden de enige Belgische mannelijke judoka die meer dan één Europese titel wist te behalen.
Etienne is steeds zwarte gordel 1ste dan gebleven. Na zijn laatste Belgische titel (1964) trok hij zich terug uit het judo.
Beroepshalve kwam hij terecht in de verzekeringssector, waarin hij tot op heden actief is.

## Trivia
Begin jaren 1960 verscheen Etienne als een van de Waalse boegbeelden in de reclamecampagne van de Brigade "M", de Waalse component van de Melkbrigade, de in 1959 door de Belgische Nationale Zuiveldienst gestarte campagne om de melkconsumptie bij de Belgische en Nederlandse jeugd aan te zwengelen.

## Palmares

### Europese kampioenschappen (individueel)
- 1962:  Essen - klasse 1ste dan
- 1960:  Amsterdam – open klasse (juniors)

### Europese kampioenschappen (team)
- 1963:  Génève